# Orbea-O.A.R.
Orbea-O.A.R., Orbea oder Orbea-O.A.R.-Legnano war ein spanisches Radsportteam, das von 1971 bis 1973 bestand.

## Geschichte
Das Team wurde 1971 von José Manuel Lasa gegründet. Im ersten Jahr konnte das Team neben den Siegen Platz 3 bei der Baskenland-Rundfahrt, Platz 4 bei der Vuelta a España, Platz 6 bei der Trofeo Masferrer und Platz 8 bei der Klasika Primavera de Amorebieta erzielen. 1972 konnte das Team noch zwei Etappensiege erwirken, aber sonstige nennenswerte Ergebnisse blieben aus. Nach der Saison 1973 wurde das Team aufgelöst.
Hauptsponsor war ein spanischer Hersteller von Fahrrädern.

## Erfolge
1971
- drei Etappen Baskenland-Rundfahrt
- eine Etappe Kantabrien-Rundfahrt
- Gran Premio Miguel Induráin[2]

1972
- eine Etappe Asturien-Rundfahrt
- eine Etappe Vuelta a Colombia

## Wichtige Platzierungen
| Grand Tour            | 1971 | 1972 | 1973 |
| --------------------- | ---- | ---- | ---- |
| Vuelta a EspañaVuelta | 4    | –    | –    |

| Monument        | 1971 | 1972 | 1973 |
| --------------- | ---- | ---- | ---- |
| Mailand–Sanremo | –    | –    | 40   |

## Bekannte Fahrer
- Miguel María Lasa (1971–08/1971)
- Ramón Sáez Marzo (1973)